# Maztica
Maztica è un continente immaginario del pianeta Abeir-Toril, una terra appartenente all'ambientazione Forgotten Realms per il gioco di ruolo fantasy Dungeons & Dragons.
Situato a oltre 5.000 chilometri in direzione ovest dal continente Faerûn, è stato introdotto nell'ambientazione con una trilogia di romanzi di Douglas Niles (Maztica Trilogy): Ironhelm (1990), Viperhand (1990) e Feathered Dragon (1991), editi in Italia da ECO. È una terra ispirata (per dichiarazione dello stesso autore) alla regione mesoamericana al tempo in cui vi dominavano le grandi civiltà precolombiane degli aztechi e dei maya, mentre i faerûniani che hanno scoperto il continente possono essere facilmente accomunati ai conquistadores ispanici.
I nativi del continente lo chiamano "Vero Mondo".

## Storia
Maztica è stata creata dagli dei come luogo in cui vivere. Per scacciare la noia dei millenni hanno deciso di creare delle creature che li venerassero: gli umani. Soddisfatti, fecero doni agli umani secondo le proprie aree di influenza, che consentirono loro di progredire culturalmente e tecnologicamente e di fondare le prime grandi città; furono ricambiati con fedeltà e venerazione. Ma le divinità caddero in una sorta di competizione quando capirono che la fede degli umani poteva far accrescere il loro potere, competizione che portò prima gli umani a darsi guerra, poi alle terribili Guerre degli Dei. A queste tremende guerre seguì la pace e un periodo prospero per gli abitanti del Vero Mondo; ricominciò il progresso, che durò soltanto finché altre guerre di conquista scoppiarono fra gli umani. Finché, un giorno, i primi faerûniani non sbarcarono sul continente, fondando colonie e cambiando radicalmente la vita dei nativi.

## Società
In linea generale, la vita degli abitanti non faerûniani di Maztica ha tratti del tutto simili a quella delle antiche civiltà precolombiane, tenendo conto che, in seguito agli eventi storici, i territori della fascia centrale sono molto più avanzati tecnologicamente e culturalmente rispetto al resto del continente; qui alcune zone geografiche possono essere definite "nazioni", mentre Far Payit, i territori selvaggi e i territori desertici del nord hanno società rurali organizzate in villaggi. Gli umani che abitano il continente possono essere distinti in base all'etnia cui appartengono: 
- Payit: abitano Payit e Far Payit, hanno una società di tipo rurale ma intellettualmente e tecnologicamente avanzata, retaggio dell'Età d'Oro di Payit, quando le terre erano riunite in un unico grande impero; per contro, hanno scarse abilità nell'arte della guerra. Sono generalmente di bassa statura e caratterizzati dall'avere una mentalità aperta, tanto che accettano le donne in posizioni di comando; apprendono rapidamente, sono ottimi lavoratori, di buon carattere. Venerano tutte le divinità, ma soprattutto Qotal.
- Mazticani: abitano Huacli, Kultaka e Pezelac. Sono ottimi guerrieri e abili politici. Sono più alti e longilinei dei payit, ma anche gli adulti sono senza barba. Sono bravi ingegneri, soprattutto edili, e hanno un grande senso artistico. Venerano tutte le divinità, ma soprattutto Zaltec.
- Gente Nomade (Dog People in inglese): abitano i selvaggi territori settentrionali, perlopiù desertici; hanno un basso livello di civilizzazione e la religione è molto praticata. Sono organizzati in tribù. Venerano la dea Maztica e Tezca.
- Popolo delle Foreste (Green Folk in inglese): abitano i selvaggi territori meridionali, fittamente ricoperti di giungle; come la Gente Nomade, il loro grado di civilizzazione è molto basso, e la loro società è tribale. Vivono in villaggi isolati, non amano i visitatori. Venerano gli dei della natura: Qotal, Nula, Watil, e Maztica.

L'unica eccezione è Kulan, dove gli abitanti sono un misto fra mazticani e Popolo delle Foreste.
La forma di commercio più diffusa è il baratto ma vengono anche utilizzati, come "monete", fagioli di cacao (abbreviabile in fg), il cui valore più essere accomunato alla moneta di rame faerûniana.
Gli abitanti di Maztica utilizzano un sistema di conteggio degli anni e calendari differenti, anche per complessità, da quelli faerûniani. Ne vengono utilizzati tre tipi: "kala kinob", per contare i giorni, "xipalli", calendario solare, e "tonalpalli", calendario divinatorio.
Lingue parlate: Huacli, Kultaka, Nexalan, Payit, Kolan.
Alfabeto: Draconico.
Nelle zone interessate dalla presenza di faerûniani la società sta fortemente subendo l'influenza straniera e sta notevolmente e rapidamente cambiando; sono ora disponibili merci e servizi importati con i frequenti scambi commerciali con la Costa della Spada e con le Terre Splendenti. La società è generalmente di tipo feudale, con i feudatari faerûniani che controllano i terreni; questa disparità sociale crea malcontento fra i nativi.
Al di fuori delle aree urbane gli insediamenti umani sorgono generalmente nei pressi di terre fertili, che vengono impiegate per la coltivazione di mayz (granturco), fagioli, pepe, cacao. Anche il più piccolo villaggio ha la propria piramide (di almeno 12 gradoni) dedicata alla divinità venerata.

### Magia
La magia è presente, ma poco diffusa. Per i nativi è esclusivamente divina, poiché non c'è mai stato nessuno in grado di insegnare come manipolarla. Esistono due forme di magia: Pluma, donata dal dio Qotal, e Hisna, donata dal dio Zaltec. Sono differenti poiché l'una rappresenta l'energia della vita, della luce e dell'aria, mentre l'altra la potenza della furbizia e del veleno. Rispetto al Potere faerûniano, i componenti materiali degli incantesimi sono estremamente importanti; solo chi, accanto alla fede, sviluppa un'elevata capacità nell'artigianato riesce a lanciare gli incantesimi più potenti. Allo scopo vengono costruiti dei talismani che costituiscono dei veri e propri oggetti magici. Quindi, più che mere preghiere, il lancio di un incantesimo diventa un vero e proprio rituale. I Cavalieri dell'Aquila e i Cavalieri del Giaguaro, essendo abili guerrieri e non artigiani della magia, possono lanciare solo incantesimi di basso livello. I chierici "artigiani" sono di due tipi: gli Intessitori di Pluma, che vivono principalmente nei villaggi impiegando la magia per guarire, alleggerire il lavoro, aiutare i poveri, e i Manipolatori di Hisna, che vivono nei monasteri; essi utilizzano una magia oscura, ma non sono malvoluti fra la gente, poiché di solito la impiegano per proteggere. Le divinità del pantheon di Maztica sono molto considerate dagli abitanti, e questo influenza notevolmente la loro vita quotidiana.

### Razze
Le razze esistenti in Maztica sono poche rispetto a quelle di Faerûn. La più diffusa è di gran lunga quella umana, ma esistono, oltre a quelle umanoidi (orchi, ogre e troll), alcune di quelle descritte nel Manuale del Giocatore:
- Elfi selvaggi: sono presenti in tutte le zone piccoli gruppi di elfi selvaggi.
- Halfling: nelle giungle e nelle foreste di Far Payit vivono alcune tribù di halfling simili agli Halfling degli Spiriti faerûniani.
- Mezzorchi: attualmente sono poco diffusi, ma in futuro il loro numero crescerà di sicuro.
- Nani: clan nanici sono presenti nelle zone desertiche, separatisi da quelli faerûniani in conseguenza ad un cataclisma oceanico avvenuto 300 anni prima.

### Classi
I personaggi nativi di Maztica possono scegliere come classe del personaggio solo quelle diffuse sul continente: Barbaro, Chierico, Druido, Guerriero e Ladro.

## Geografia
Maztica confina ad ovest con l'oceano Patzcoatl (il Mare Celestiale), a sud con un continente sconosciuto (un continente senza nome a sud di Maztica simile all'Africa sub-sahariana), ad est con l'oceano Taylola (chiamato nel Faerûn Mare Senza Tracce) e a nord con il continente Anchorome. A Maztica appartengono inoltre alcune grandi isole ed arcipelaghi come le isole Maztpan e Zilhatec e gli arcipelaghi Sorelle Verdi e Sorelle della Corona. Il continente è caratterizzato da pochi tipi di ambienti naturali; il più diffuso è di gran lunga la savana. Sono diffuse inoltre zone desertiche (il deserto più grande è la Casa di Tezca) e fitte giungle, particolarmente nel sud, mentre vasti territori, soprattutto costieri, sono invasi da paludi e acquitrini infestati da numerose creature. Molte anche le zone abbondanti di terreni fertili, nei quali sorgono le principali città. I rilievi hanno un'altezza che parte da circa 600 metri, per le montagne più basse, ed arriva fino a 4.500 m per le vette più alte (il vulcano attivo Zatal, nella Valle di Nexal, il rilievo più alto del continente, ha un'altezza di 5.700 metri).
Il clima è tropicale data l'influenza delle calde correnti oceaniche; le temperature sono generalmente elevate e non nevica mai, tranne che sui più alti picchi delle catene montuose. Le precipitazioni sono quasi assenti nella savana e assenti del tutto nelle zone desertiche, mentre nelle giungle, nelle zone paludose e nelle zone di terreno fertile sono abbondanti e frequenti. Durante la stagione delle piogge (da metà Tarsakh a metà Eleint) in queste zone piove ogni giorno per diverse ore.

### Nazioni e città
È possibile suddividere Maztica in due principali tipologie di zone geografiche: quelle civilizzate, che possono essere definite "nazioni", e i territori selvaggi, abitati da tribù e perlopiù inesplorati.

#### Huacli
Questa nazione sulla costa ovest di Maztica è costituita da sei città-stato (Azcat, Honal, Ixit, Ixtal, Otomi e Pulco), tuttora riunite dopo la conquista, da parte dei nexala, di cinque di esse; Otomi è l'unica che ha resistito, principalmente grazie all'esclusiva conoscenza dell'aggiunta del rame nella lega metallica per le armi, e infatti è la più potente di tutte. Il territorio è perlopiù savana e terreni fertili costieri, nei quali si trovano le città, oltre a zone desertiche comunque abitate. La popolazione è costituita principalmente da mazticani, ma in alcune zone vive gente nomade. La società è divisa in clan, uno per ogni città; il comando è lasciato per eredità. Il commercio è fiorente tra le città interne ma scarso al di fuori della nazione. Ogni città può vantare un buon esercito di 5.000 soldati regolari che possono diventare 10.000, se necessario.

#### Kultaka
È una regione dei territori centrali, ma ha sbocco sul mare], anche se questo è impedito da vaste e pericolose paludi costiere. Il territorio, i cui confini sono formati da alte catene montuose, è in prevalenza savana e terreni coltivabili, dove sorgono le città (Kultaka e Zopal sono le più grandi). È la nazione civilizzata più potente, grazie alla capacità bellica (l'esercito non è molto numeroso, ma è il migliore del continente) e all'alleanza con il Nuovo Amn. Il comando della nazione è tenuto dal Capo della Guerra, eletto come il miglior guerriero. Il commercio è poco sviluppato, poiché la nazione è autosufficiente; più florido lo scambio di merci con Helmsport e Ulatos.

#### Valle di Nexal
La Valle, territorio in cui un grande lago circondato da terre fertili e poca savana è racchiuso da alte catene montuose, si trova immediatamente a sud di Huacli e a sud-ovest di Kultaka. Attualmente è un territorio in rovina e decadente per le conseguenze degli eventi storici occorsi durante la Notte del Lamento. La zona è completamente infestata da tribù organizzate di orchi (circa 20.000) e in numero molto minore di troll e ogre. Le acque del lago sono diventate scure, quasi nere, e la vita in esso, prima abbondante, è scomparsa. Le ceneri del grande vulcano attivo Zatal, il cui versante settentrionale confina con il lago al centro della valle, riempiono l'aria, rendendola fetida e difficile da respirare. Colate di lava scendono frequentemente dal cratere e nuvole nere coprono spesso il sole, rendendo impossibile qualsiasi tentativo di coltivare i campi. Le città più importanti della valle sono Nexal, che si trova su un'isola al centro del grande lago e che ospita la metà degli umanoidi presenti nell'area, Tezat, Zokil (ora sommersa dalla lava), e Azatl, che si trovano invece sulle rive; Cordotl e Palul sono più distanti, al di fuori della valle, e sono abitate da pochi umani. Gli umanoidi venerano Zaltec.

#### Pezelac
È una regione centrale che si trova fra Kultaka e Payit. Data la vicinanza con la Casa di Tezca, il deserto più grande del continente, il territorio è perlopiù costituito da savana, anche se vi sono alcune grandi foreste, laghi e fiumi. A causa della scaristà di terreni coltivabili l'unica grande città è Pezelac, situata in prossimità del lago Pezel; non ha comunque lo stesso splendore delle altre città di Maztica. Altre piccole città, quasi villaggi, sono Ozalt, Hakl e Patenol, mentre la parte meridionale, troppo vicina al deserto, è praticamente disabitata. Il governo e la vita sociale degli abitanti è per forza di cose dipendente da quella di Kultaka, dalla Valle di Nexal e da Payit, poiché nella sua storia Pezelac è sempre stato assoggettato ad essi e non è mai riuscito ad avere una propria identità. È una terra che più che altro funge da collegamento fra Payit e le zone centro-meridionali del continente. Più che in altre nazioni civilizzate la religione ricopre un ruolo fondamentale nella società; vengono venerate tutte le divinità, ed è molto diffuso il fanatismo religioso.

#### Payit
È una regione costiera situata nella parte nord-orientale del continente; il territorio è ricco di terreni fertili, lussureggianti foreste e corsi d'acqua. Poche le zone aride e quelle lasciate alla giungla. La zona settentrionale della nazione è occupata dalla colonia faerûniana Nuovo Amn, che attualmente ospita migliaia di faerûniani giunti dal "Vecchio Mondo" e raccolti perlopiù nell'area attorno alla città di Ulatos. La colonia è guidata dal Governatore-Generale Cordell, che governa col pugno di ferro. Helmsport è una fortezza costiera che si trova a pochi chilometri da Ulatos; domina la Laguna Ulatos, il principale punto di ormeggio delle navi provenienti dalla Costa della Spada. Il resto della regione, in cui abbondano villaggi e insediamenti umani, ha un buon livello di civilizzazione ed è culturalmente e tecnologicamente avanzata. Le città più importanti sono Mazti e Patil, a nord, Coxi e Maju, a sud. Floridi gli scambi commerciali con la colonia. Nei territori di Payit si trovano inoltre le numerose residenze degli ufficiali e dei cittadini faerûniani influenti. I faerûniani venerano il dio Helm, così come molti convertiti abitanti di Payit, anche se fra essi la divinità più venerata è Qotal poiché le altre sono state abbandonate dopo l'assenza di aiuto per contrastare i conquistatori.

#### Kolan
Come Huacli è una nazione costiera, situata nella parte sud-occidentale del continente. Il territorio è per lo più desertico, ma sulla costa vi è abbondanza di terreni fertili, in cui il clima è ideale per la vita e la coltivazione della terra; infatti vi sorgono le quattro città principali, indipendenti l'una dall'altra: Baya, Cabez, Guatl e Koatl.

#### Far Payit
Una volta unito a Payit in un unico grande impero durante l'Età d'Oro di Payit, Far Payit è una penisola ad est del Mare di Azul il cui territorio è quasi completamente ricoperto da fitte giungle e foreste pluviali. Le poche città, Tulum-Itzi e Zula, a nord, Matil e Maxal, a sud, sono situate nelle rare e piccole aree di terreni coltivabili. Data la difficoltà di vivere nel resto del territorio, queste città sono grandi e molto popolate, anche se meno di quando l'impero era al massimo del suo splendore. Molte tribù di halfling abitano le foreste; spesso alcuni piccoli gruppi di essi vivono a stretto contatto con gli umani (che li chiamano burlescamente "gente piccola").

#### Tukan
È una splendida città situata in una rigogliosa vallata nei pressi di un grande lago che sorge nella parte meridionale della Casa di Zatec, ad est della regione di Kolan. È stata fondata dai nexala superstiti della Notte del Lamento. La terra è fertile e la vegetazione rigogliosa; il clima è buono, nonostante la zona sia circondata dal deserto. È enorme la distanza che la separa da Ulatos, ma fra le due città avvengono frequenti scambi commerciali.

### Colonie di Faerûn
Le colonie attualmente presenti in Maztica sono relativamente indipendenti poiché soggette al volere delle potenze politiche faerûniane da cui dipendono (il Nuovo Amn è soggetto ad Amn, Balduran a Baldur's Gate e le Terre di Confine a Waterdeep). Queste potenze sono in diretta competizione fra loro per spartirsi la ricchezza rappresentata dal Nuovo Mondo; alleanze, sotterfugi e concorrenza sleale sono all'ordine del giorno. La sicurezza delle colonie è per ora garantita dalla limitazione del traffico di armi che da Faerûn vengono importate e vendute illegalmente ai nativi; finché questo traffico è sotto controllo, è probabile che non avvenga nessuna ribellione.

#### Nuovo Amn
La prima colonia fondata in Maztica è governata, per il Concilio dei Sei di Amn, dal Governatore-Generale Cordell, colui che ha scoperto il continente. La città principale della colonia è la città costiera fortificata di Helmsport, vicina alla città payit Ulatos; fra le mura della città, in continua espansione, è presente, nel Forte Cordell, la Legione d'Oro, ora comandata dal conte Alanza DaNosta, ex-capitano. Qoral, un altro grande insediamento di Nuovo Amn, dista quasi 20 km da Helmsport; vi si trova la villa e quartier generale del governatore Cordell. Lord Drakosa, un nobile calishita della città costiera di Memnon, ha fondato, con il permesso di Cordell e l'aiuto di alcuni Legionari, l'insediamento di Darkmul, nell'entroterra, circondato da vastissime coltivazioni di tabacco con cui il nobile si sta notevolmente arricchendo.

#### Balduran
Questa colonia, benché estesa, ha un solo insediamento, Forte Fiamma, fondato dalla spedizione formata dai Pugni Fiammanti, uomini della compagnia mercenaria Pugno Fiammante di Baldur's Gate. Il potere è nelle mani di Bellan, comandante del forte. L'attività principale nella colonia (chiamata con il nome del fondatore di Baldur's Gate) non è il commercio, bensì la ricerca del "fuoco calishita", una sostanza incendiaria non magica.

#### Terre di Confine
La colonia, fondata da una spedizione finanziata da quattro famiglie nobili di Waterdeep, che ora governano la colonia, e dalla chiesa di Helm, non ha acquisito con la forza il territorio, come è stato per il Nuovo Amn, ma ha comprato la terra dai nativi o la divide con essi. La città principale della colonia è Nuova Waterdeep, situata sulla costa, sorta dai primi insediamenti costruiti dopo che alle prime navi battenti bandiera di Waterdeep fu impedito di attraccare a Helmsport, nel Nuovo Amn; qui vi è una stretta collaborazione con i nativi, che non vengono sfruttati. Nella città sono presenti alcuni agenti Arpisti inviati dal Lord di Waterdeep Khelben Arunsun. Trythosford, molto più piccola di Nuova Waterdeep, è un insediamento costiero fondato da pescatori e contadini.

## Il viaggio tra Faerûn e Maztica
Il viaggio verso ovest attraverso il Mare Senza Tracce per raggiungere Maztica richiede circa 40 giorni di navigazione per l'andata e, a causa delle differenti correnti oceaniche, 60 giorni per il ritorno. Si possono risparmiare 15 giorni percorrendo una rotta settentrionale, ma questa passa molto vicino all'isola di Evermeet e di conseguenza è estremamente pericolosa. Oltre alle normali difficoltà di un lungo viaggio per mare, le navi possono imbattersi nei pirati delle Isole Nelanther, situate a pochi chilometri ad ovest della costa di Amn, e in creature marine, in particolare nelle vicinanze della costa mazticana, che, soprattutto se disturbate, possono facilmente attaccare.

## Cosmologia
Le divinità del pantheon di Maztica risiedono su piani di esistenza disposti in maniera differente da quelli della "Grande Ruota" in cui si trovano altre divinità: la forma è quella di una "Grande Piramide". A parte la disposizione però, i piani sono del tutto simili a quelli della Grande Ruota. Quando un nativo muore, la sua anima lascia le spoglie mortali sul Primo Piano Materiale in cui si trova il Vero Mondo e viaggia verso la Grande Piramide. Immediatamente si ritrova sulla cima, e da qui l'anima sarà poi diretta ad uno dei sedici settori in cui è diviso il resto della piramide a seconda della vita che ha il defunto ha vissuto. In alcuni di questi settori inoltre risiedono le divinità:
- Maztlan -> Maztica

- Itzli -> Plutoq
- Mayel
- Mictlan
- Xilen -> Watil
- Catlampa
- Exbal Ken
- Teotecan -> Klitzi
- Teotli Itic (simile ai primi nove livelli dell'Abisso)
- Tlalocan -> Azul
- Tlatocalli
- Tlazcautli -> Qotal
- Tochitl -> Nula
- Xibalba (simile al 7º dei Nove Inferi).
- Xipetlan -> Tezca
- Xitonco
- Zompantli -> Zaltec

## Materiale ufficiale

### Supplementi
- Maztica Campaign Set (PDF) Archiviato il 19 giugno 2006 in Internet Archive.

### Moduli d'avventura
- Fires of Zatal (FM1) (PDF)
- Endless Armies (FM2) (PDF)
- City of Gold (FM3) (PDF) Archiviato il 19 giugno 2006 in Internet Archive.